# Federico Peluso
Federico Peluso (Roma, 20 de janeiro de 1984) é um futebolista italiano que atua como lateral e zagueiro. Atualmente joga pelo Sassuolo.

## Carreira
Peluso começou a carreira no Lazio.

## Títulos
Juventus
- Serie A: 2012–13, 2013-14
- Supercopa da Itália: 2013